# Хана-Чаг
Хана-Чаг (перс. خناچاه) — село в Ірані, у дегестані Ховме, в Центральному бахші, шагрестані Решт остану Ґілян. За даними перепису 2006 року, його населення становило 1893 особи, що проживали у складі 561 сім'ї.

## Клімат
Середня річна температура становить 14,41°C, середня максимальна – 28,26°C, а середня мінімальна – -0,42°C. Середня річна кількість опадів – 1210 мм.
| Клімат поселення                              | Клімат поселення | Клімат поселення | Клімат поселення | Клімат поселення | Клімат поселення | Клімат поселення | Клімат поселення | Клімат поселення | Клімат поселення | Клімат поселення | Клімат поселення | Клімат поселення | Клімат поселення |
| Показник                                      | Січ.             | Лют.             | Бер.             | Квіт.            | Трав.            | Черв.            | Лип.             | Серп.            | Вер.             | Жовт.            | Лист.            | Груд.            |                  |
| Середній максимум, °C                         | 8,38             | 8,76             | 11,68            | 18,00            | 22,06            | 25,52            | 28,26            | 28,00            | 25,06            | 21,10            | 16,61            | 12,18            |                  |
| Середня температура, °C                       | 3,99             | 4,38             | 7,29             | 13,62            | 17,67            | 21,12            | 23,86            | 23,62            | 20,67            | 16,71            | 12,23            | 7,79             |                  |
| Середній мінімум, °C                          | −0,42            | −0,02            | 2,90             | 9,23             | 13,28            | 16,73            | 19,48            | 19,23            | 16,28            | 12,31            | 7,84             | 3,40             |                  |
| Норма опадів, мм                              | 125              | 101              | 89               | 50               | 47               | 31               | 31               | 62               | 132              | 205              | 182              | 155              |                  |
| Середньомісячна швидкість вітру, м/с          | 2.30             | 2.40             | 2.40             | 2.30             | 2.31             | 2.57             | 2.60             | 2.30             | 2.10             | 2.10             | 2.01             | 2.00             |                  |
| Середньомісячна сонячна радіація, кДж/м²·день | 6807             | 8920             | 10943            | 15575            | 19907            | 21968            | 22771            | 19127            | 15660            | 10720            | 8527             | 6554             |                  |
| --------------------------------------------- | ---------------- | ---------------- | ---------------- | ---------------- | ---------------- | ---------------- | ---------------- | ---------------- | ---------------- | ---------------- | ---------------- | ---------------- | ---------------- |
| Джерело:                                      |                  |                  |                  |                  |                  |                  |                  |                  |                  |                  |                  |                  |                  |